# شهرستان ردوود (مینه‌سوتا)
شهرستان ردوود، مینه‌سوتا (به انگلیسی: Redwood County, Minnesota) شهرستانی در ایالات متحده آمریکا است که در مینه‌سوتا واقع شده‌است.